# Indusiella bryanii
Indusiella bryanii là một loài Rêu trong họ Grimmiaceae. Loài này được (R.S. Williams) S.P. Churchill mô tả khoa học đầu tiên năm 1981.